# جوهی پارمار
جوهی پارمار (به انگلیسی: Juhi Parmar) (زاده ۱۴ دسامبر ۱۹۸۰) بازیگر هندی است.
از کارهای معروف او می‌توان به بازی در فیلمی با نام چهره حقیقت اشاره کرد.